# Stazione di Oido
La stazione di Oido (오이도, 烏耳島, Oido-yeok) è una stazione ferroviaria della città di Siheung, città sudcoreana della regione del Gyeonggi. La stazione è capolinea e interscambio per la linea 4 della metropolitana di Seul e per la linea Suin gestita da Korail, l'azienda coreana statale delle ferrovie.

## Linee e servizi
Korail
■ Linea 4 (Linea Ansan)
■ Linea Suin

## Binari
La stazione possiede due marciapiedi a isola con quattro binari passanti in superficie. In base alla fascia oraria, i biglietti sono utilizzati in due modalità differenti. Il fabbricato viaggiatori si trova sospeso sopra il piano del ferro, e collegato da scale fisse, mobili e ascensori.

### Schema binari
| ↑ per Jeongwang |
| \| ２１ \|      |
| per Darwol ↓    |

Fasce di punta (dal primo treno alle 10, dalle 17 in poi)
| 1 | ■ Linea 4    | per Sadang, Seul e Danggogae   |
| 2 | ■ Linea 4    | per Sadang, Seul e Danggogae   |
| 3 | ■ Linea Suin | per Woninjae, Songdo e Incheon |
| 4 | ■ Linea Suin | per Woninjae, Songdo e Incheon |

Durante il giorno
| 1, 2 | Non in uso   | Non in uso                     |  |
| 3    | ■ Linea 4    | per Sadang, Seul e Danggogae   |  |
| 4    | ■ Linea Suin | per Woninjae, Songdo e Incheon |  |

## Stazioni adiacenti
| «          | Servizio | »         |
| Linea 4    | Linea 4  | Linea 4   |
| ---------- | -------- | --------- |
| Jeongwang  | -        | Capolinea |
| Linea Suin |          |           |
| Capolinea  | Locale   | Darwol    |